# ダニエル・フランソワ・マラン
ダニエル・フランソワ・マラン（アフリカーンス語: Daniël François Malan、1874年5月22日 – 1959年2月7日）は、南アフリカの牧師、政治家。
アフリカーナー国家主義者の代表格で、国民党の指導者となる。1948年から1958年まで南アフリカ連邦の首相を務め、アパルトヘイトを確立した。

## 初期の経歴、牧師として
1874年5月22日ケープ州（ケープ・オブ・グッド・ホープ州）に生まれる。南アフリカにおけるマラン Malan姓は、フランスのプロヴァンス出身のユグノーで1689年にケープ州に移民したジャック・マランに由来するという。マランという姓はアフリカーンス語の中にあってフランスに起源を持つ言語で元来のつづりを維持した名の1つである。
ステレンボッシュのヴィクトリア・カレッジで数学と科学の学位を取得した後、ステレンボッシュ神学校を卒業しオランダ改革派教会（Dutch Reformed Church）の教職者となる。後に神学研究によりヴィクトリア・カレッジ、ステレンボッシュ大学から哲学修士号を贈られる。1900年南アフリカを離れ、オランダに渡りユトレヒト大学に留学する。神学博士となり1905年南アフリカに帰国した。南アフリカのオランダ改革派教会牧師（Minister、教会に属さない説教師を指す）となったマランは、トランスヴァールハイデルベルクの牧師補となり半年務めた。牧師として厳格な教義の持ち主であったマランはアフリカーナーの熱心な闘士となり、1906年Afrikaanse Taalvereenigingを創設する。1906年モンタギューを経て、1912年グラーフ＝ライネの教会で務める。この間、南ア・オランダ改革派教会を代表して、ベルギー領コンゴ（現在のコンゴ民主共和国、旧ザイール）と英領南ローデシアのアフリカーナーを訪問している。

## 政界入り

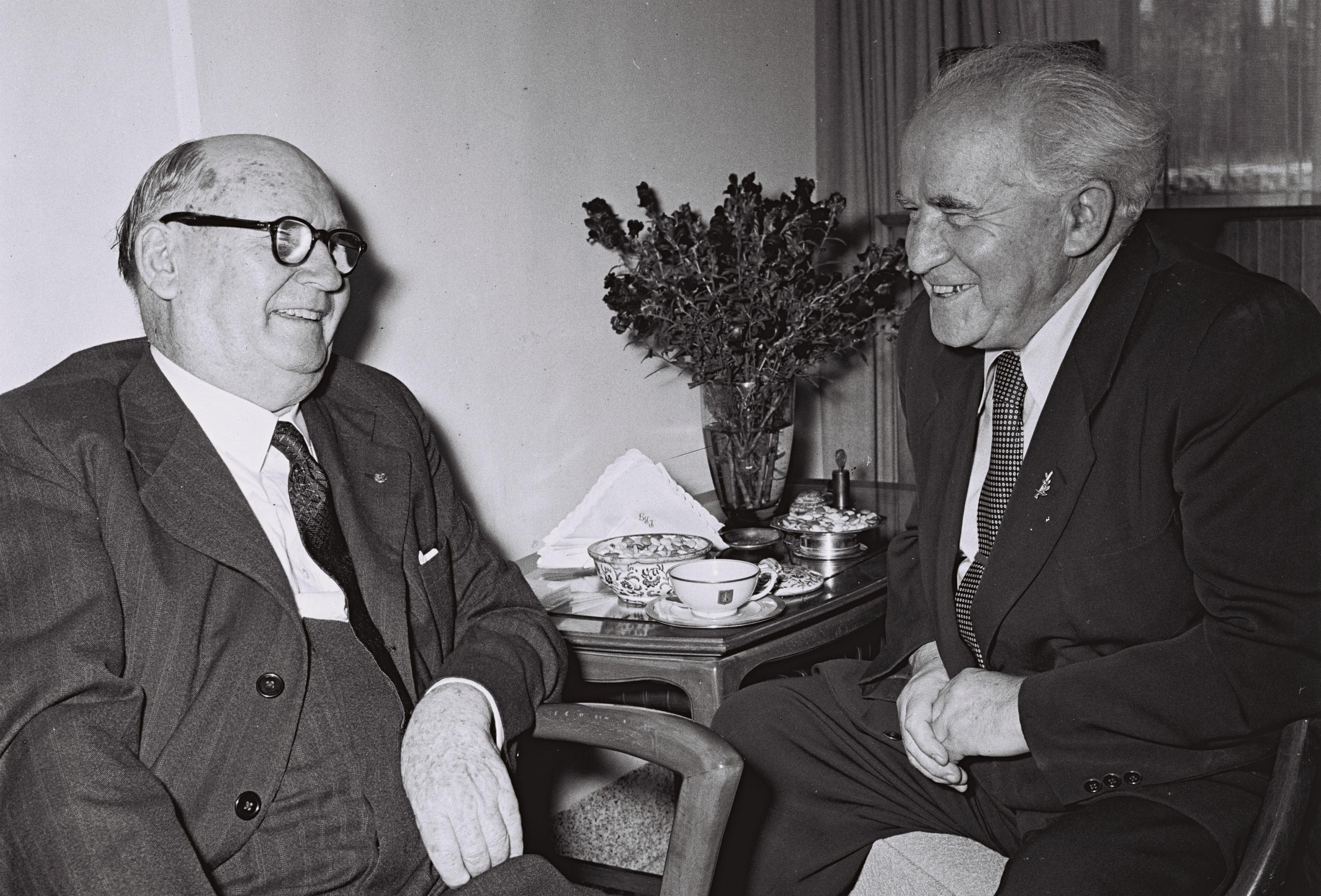
ダニエル・フランソワ・マラン、右に居るのはダヴィド・ベン＝グリオン(1953年)

1910年5月31日南アフリカ連邦が成立し、ルイス・ボータ（ボタ）が初代首相に就任した。ボータとヤン・スマッツ（のちに南ア首相）に対して、1912年ジェームズ・バリー・ミューニック・ヘルツォークは、ボータらが余りに親英的、黒人に対して融和的であるとして批判を強め、1914年アフリカーナーのナショナリストを糾合し国民党を結成する。この時期、南アの各党は宣伝媒体として新聞を発行していたが、ケープ州の国民党組織はこのようなメディアを持っていなかった。そこで1915年デ・ブルガー（後のディー・ブルガーDie Burger）紙を創刊し、編集をマランに依頼した。これに先立つ1914年に第一次世界大戦が勃発しており、南アはイギリスなどの連合国側に立って参戦していた。しかし、ボーア戦争の記憶が生々しくドイツを敵に回すことに反発した軍の一部は反乱を起こしていた。ボータとスマッツは反乱を鎮圧することに成功していたが、マランはこの反乱の余波で南アのアフリカーナーの地盤低下を恐れた。結局、マランは教会の牧師を辞し、ヘルツォークに合流した。1915年、国民党ケープ州支部が設立されるとマランは支部代表に選出され、1918年総選挙で国民党から立候補し当選する。

## アフリカーナー国家主義者
1924年国民党はヘルツォークの下で総選挙に勝利し政権を獲得する。マランは内務・教育・公衆衛生大臣として入閣する。また、マランはアフリカーナー・ナショナリズム運動の最前線に立ち、南アフリカ国旗の制定、オランダ語をアフリカーンス語と言い換える憲法改正を推進した。
1934年国民党とヤン・スマッツの南アフリカ党は合同し、統一党が結成された。マランはこの合併に強く反対し、ついには同志19人とともに浄化、純化された国民党を結成するため両党合併から離脱した。1939年ヘルツォークから政権はスマッツに移り、南アは第二次世界大戦に再び連合国側に立って参戦する。マランらは南アの参戦に反対した。アフリカーナー社会は連合国側に立っての参戦に反対していたため、スマッツおよび統一党への不支持は増大していった。もっとも戦争は連合国側の勝利に終わり、南アを代表する政治家、思想家、哲学者としてのスマッツの威信は揺るがないかに見えた。しかし、スマッツが外交を重視したのに反比例するかのように国内政策を軽視し国内の不満が増大した結果、1948年総選挙ではマランの国民党がついに第一党に躍進し政権を獲得した。
なお、マランは親枢軸的指向が強く、ナチス・ドイツと日本を支持していた。

## アパルトヘイトの確立
1948年総選挙でマランの国民党は、国民に対してアパルトヘイト（アフリカーンス語で分離、隔離）を選挙キャンペーンで展開し勝利した。マランはアパルトヘイトの基礎となる諸法を施行するとともに、軍を含む公職からアフリカーナーの国民党員以外の人物を締め出すようになる。また、ケープ州ではカラードの選挙権に制限を加え、全国の選挙区の区割りを政権側に都合の良いように変更した上で集会の自由などの諸権利を制限した。かくしてマランによってアパルトヘイトは確立された。1954年80歳になったマランは引退するが、後継者指名には失敗し、ヨハネス・ストレイダムが後継首相となった。1959年2月7日ステレンボッシュの自宅で死去。

## 人物
オランダ改革派教会の教職者ということもあり、大変厳格なキリスト教徒であったが、これがアパルトヘイトの確立・強化には完全に裏目に出た。彼はアフリカーンス民族主義者として、南アフリカが神によって白人に下された賜物であるとしてカラード、黒人などを徹底して隔離し、国民党に反対する者を弾圧していった。マランの人となりを示す挿話としては、国賓としてベルギーを訪問した際、ブリュッセルの小便小僧の前を通り過ぎたとき両手で顔を覆い「罪深い」とつぶやいたというものがある。

## 参考
2004年南アフリカ放送協会 SABC3による古今の南アフリカで一番の偉人を選ぶ投票では81番目であった。
1. ^ Les Francais Qui Ont Fait L'Afrique Du Sud ("The French People Who Made South Africa"). Bernard Lugan. January 1996. ISBN 2841000869